# Nicolae Titulescu
Nicolae Titulescu (ur. 4 marca 1882 w Krajowej, zm. 17 marca 1941 w Cannes) – rumuński polityk i dyplomata.

## Życiorys
10 lipca 1917 został mianowany ministrem finansów w rządzie Iona I.C. Brătianu. W 1919 reprezentował Rumunię na paryskiej konferencji pokojowej. 13 czerwca 1920 ponownie objął kierownictwo ministerstwa finansów (do 17 grudnia 1921). Nadzorował przygotowanie pierwszego budżetu państwa po wprowadzeniu do obiegu emitowanych przez Generalny Bank Rumunii lei (przyjęty 1 kwietnia 1921). Zainicjował również reformę systemu podatkowego. Dwukrotnie (od 6 lipca 1927 do 4 sierpnia 1928 oraz od 20 października 1932 do 29 sierpnia 1936) pełnił funkcję ministra spraw zagranicznych. Był zwolennikiem zawierania traktatów dwustronnych; miały one w zamierzeniu zapewnić Rumunii bezpieczeństwo, poprzez powstanie systemu państw połączonych wzajemnymi zobowiązaniami. Wspierał współpracę międzyrządową w ramach Małej Ententy. W lutym 1933 w Genewie podpisał protokół, na mocy którego utworzono jej Stałą Radę. Doprowadził także do powołania Ententy Bałkańskiej (stosowne porozumienie podpisano w Atenach 9 lutego 1934). 
W czasie, gdy kierował MSZ, doszło do znacznego osłabienia relacji polsko-rumuńskich i sojusz obronnego. Wiązało się to z przeorientowaniem przez Titulescu polityki rumuńskiej ku promowanemu przez Francję paktowi wschodniemu, któremu przeciwna była II RP. 
Początkowo sceptyczny wobec normalizacji stosunków z ZSRR, później dążył do ich poprawy. Strona rumuńska złożyła swoje podpisy pod umową określającą agresora (3 lipca 1933) sygnowaną także przez Związek Radziecki i jego sąsiadów, w tym Polskę. 9 czerwca 1934 w Genewie Titulescu spotkał się z ludowym komisarzem spraw zagranicznych Maksymem Litwinowem. Ministrowie wymienili między sobą listy mówiące między innymi o wzajemnym uznaniu suwerenności. Celem polityki Titulescu było wypracowanie między Rumunią i ZSRS porozumienia podobnego do układu między Francją a ZSRS oraz związanego z nim układu czechosłowacko-sowieckiego.
21 lipca 1936 podpisano protokół mówiący o możliwości uregulowania spornych kwestii dotyczących Besarabii. Po dymisji Titulescu został on wymówiony przez stronę radziecką. 
Był też cenionym dyplomatą. Pełnił funkcje ambasadora w Londynie i stałego reprezentanta
przy Lidze Narodów. Przewodniczył Zgromadzeniu tej organizacji w 1930 i 1931.

## Odznaczenia
Rumuńskie
- Krzyż Wielki Orderu Karola I
- Łańcuch Orderu Ferdynanda I
- Krzyż Wielki Orderu Ferdynanda I
- Krzyż Wielki Orderu Gwiazdy Rumunii z Mieczami
- Oficer Orderu Gwiazdy Rumunii (1913)
- Medal Jubileuszowy Karola I (1906)
- Medal Wysiłku Kraju (1913)
- Medal Odwagi i Wierności I klasy (1913)
- Krzyż Pamiątkowy Wojny 1916-1918 (1918)

Zagraniczne
- Krzyż Wielki Królewskiego Orderu Wiktoriańskiego (Wielka Brytania)
- Krzyż Wielki Orderu Orła Białego (Serbia)
- Krzyż Wielki Orderu Legii Honorowej (Francja, 1925)
- Krzyż Wielki Orderu Zbawiciela (Grecja)
- Krzyż Wielki Orderu Chrystusa (Portugalia)
- Krzyż Wielki Orderu Św. Maurycego i Łazarza (Włochy)
- Krzyż Wielki Orderu Maltańskiego (SMOM)
- Krzyż Wielki Orderu Lwa Białego (Czechosłowacja)
- Krzyż Wielki Orderu Piusa IX (Watykan, 1928)
- Krzyż Wielki Orderu Orła Azteckiego (Meksyk)
- Krzyż Wielki Orderu Odrodzenia (Polska)
- Krzyż Wielki Orderu Białej Róży (Finlandia)
- Krzyż Wielki Orderu Oswobodziciela (Boliwia)
- Order Świętego Aleksandra (Bułgaria)
- Order Orła Białego (Polska, 1933)